# Bismarckstraße (Berlin-Charlottenburg)

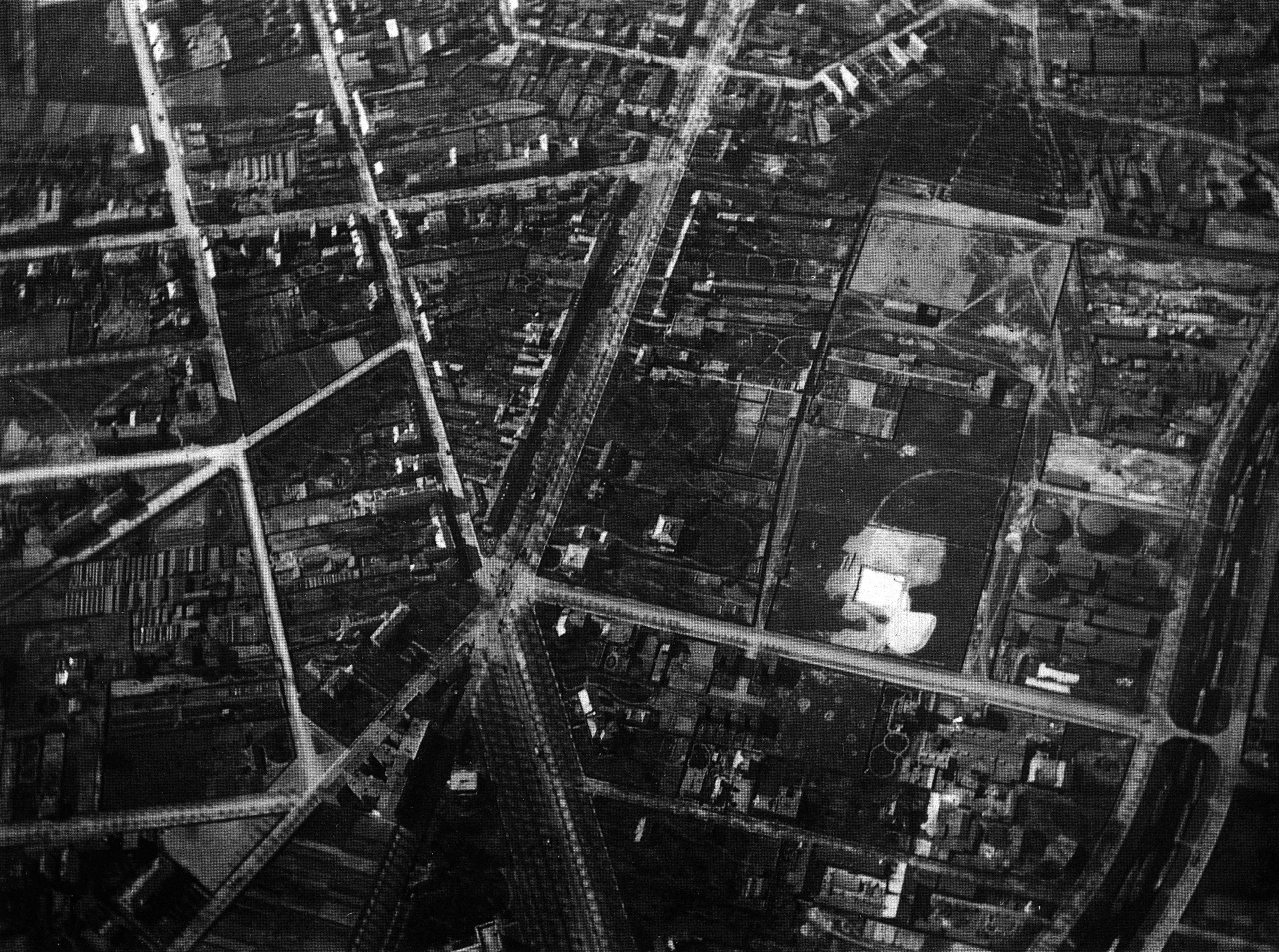
Luftaufnahme von 1895: Die Berliner Straße (seit 1953 Straße des 17. Juni) läuft vom unteren Bildrand zum Knie und knickt ab (seit 1957: Otto-Suhr-Allee). Zum oberen Bildrand setzt sich die noch schmale Bismarckstraße geradlinig fort.

Die Bismarckstraße ist eine Hauptstraße im Berliner Bezirk Charlottenburg-Wilmersdorf zwischen dem Sophie-Charlotte-Platz und dem Ernst-Reuter-Platz.

## Geschichte
Die Trasse der Bismarckstraße entstand bereits mit der Gestaltung des Großen Tiergartens im 17. Jahrhundert. Im 19. Jahrhundert wurde der Weg wegen mehrerer anliegender Mahlwerke Mühlenweg genannt. Die anschließende spätere Charlottenburger Chaussee (seit 1953: Straße des 17. Juni) setzte sich geradlinig nach Osten fort. Ein Weg nach Westen führte weiter nordwestlich des Lietzensees zum Havelübergang bei den Pichelsbergen. Im 18. Jahrhundert verlor dieser Weg an Bedeutung, die Routen nach Spandau über die Spandauer Straße und Potsdam waren ausgebaut worden und bequemer.
Erst als sich die damals eigenständige preußische Stadt Charlottenburg in der Gründerzeit nach Süden ausdehnte und in den letzten Jahrzehnten des 19. Jahrhunderts hier erste Häuser gebaut wurden, wurde der Mühlenweg befestigt. 1828 war er in Mühlenstraße umbenannt worden. Der Ausbau erfolgte zunächst im östlichen Teil zwischen dem Knie (seit 1953: Ernst-Reuter-Platz) und der Kaiser-Friedrich-Straße und endete vor dem Sumpfgebiet des Schwarzen Grabens und des Lietzenseegrabens. In der zweiten Hälfte des 19. Jahrhunderts wurde sie nach der Trockenlegung des Gebietes westlich der Kaiser-Friedrich-Straße bis zur Schloßstraße verlängert und am 11. März 1867 nach dem Preußischen Ministerpräsidenten Otto von Bismarck benannt. Der westliche Teil wurde Verlängerte Bismarckstraße genannt.
Ab 1902 mussten die gerade erst gebauten Häuser am südlichen Rand der Straße wieder abgerissen werden. Die zuvor in der Breite einer Nebenstraße angelegte Bismarckstraße wurde als Prachtstraße und Paradeweg ausgebaut. Über mehr als zehn Kilometer wurde eine breite Schneise durch die Stadt geschlagen; Vorbild waren die Boulevards (genauer: Avenuen) von Paris. Damit entstand ein geradliniger breiter Straßenzug in Verlängerung der Straße Unter den Linden, der sich nach Westen über den Kaiserdamm und entlang der Heerstraße bis zum Scholzplatz in Pichelsberg fortsetzte. In der Zeit des Nationalsozialismus war die Bismarckstraße ein Teil der Ost-West-Achse, deren Ausbau 1939 abgeschlossen wurde. Dazu gehören auch die typischen Kandelaber, die für die Beleuchtung der Ost-West-Achse von Albert Speer eigens geschaffen wurden. Die Sichtachse vom höher gelegenen Theodor-Heuss-Platz in gerader Linie bis zum Großen Stern und zum Roten Rathaus ist erhalten.

## Situation seit der Mitte des 20. Jahrhunderts

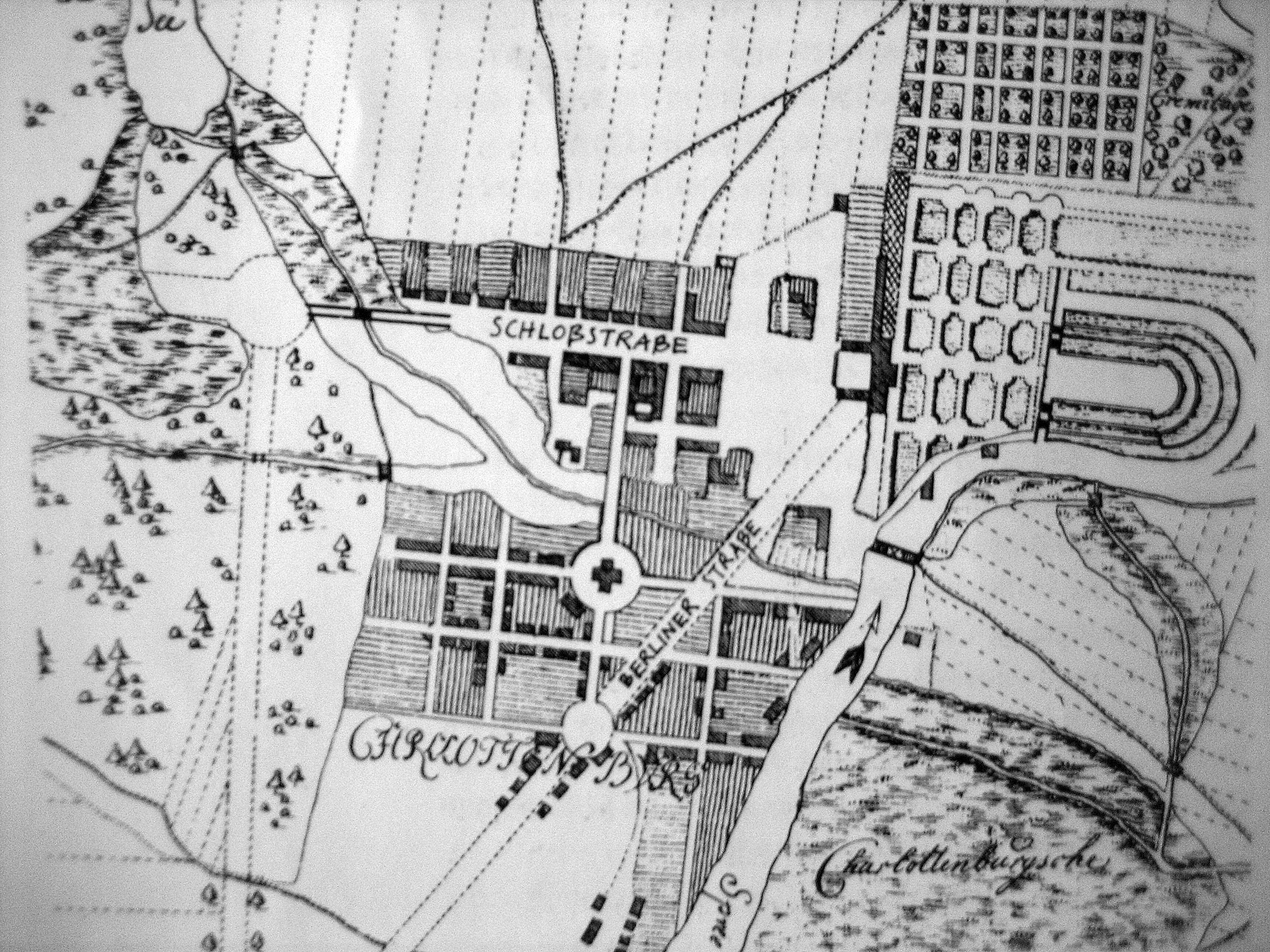
Plan der Stadt Charlottenburg um 1740. Die gestrichelte Achse links ist der Mühlenweg (Bismarckstraße)

Die Straße ist eine Verlängerung der Straße des 17. Juni und wird vom Sophie-Charlotte-Platz nach Westen durch den Kaiserdamm fortgesetzt. Sie ist Teil der auf gemeinsamer Trasse verlaufenden Bundesstraßen B 2 und B 5 durch Berlin.
Die Bismarckstraße wird von der Linie U2 der Berliner U-Bahn unterfahren und von der U7 in Höhe der Wilmersdorfer Straße unterquert. An den beiden Enden der rund 1,5 km langen Straße befindet sich jeweils eine U-Bahn-Station (Sophie-Charlotte-Platz und Ernst-Reuter-Platz), dazwischen liegen in relativ kurzen Abständen in der Straße selbst noch die Stationen Bismarckstraße und Deutsche Oper.
Bekannt ist die Straße vor allem durch die dort ansässige Deutsche Oper und die Demonstration am 2. Juni 1967, in deren Verlauf der Student Benno Ohnesorg unweit der Oper in der Krumme Straße von einem Polizeibeamten erschossen wurde. Ebenfalls entlang der Straße befinden sich das Finanzamt Charlottenburg, das Fröbelhaus und das Gebäude des ehemaligen Schillertheaters nahe dem Ernst-Reuter-Platz.